# Малая Речкалова
Ма́лая Речка́лова (до 1985 года — Речка́лова) — деревня в Свердловской области России, входит в Ирбитское муниципальное образование.

## Географическое положение
Деревня Малая Речкалова расположена в 10 километрах (по дорогам в 17 километрах) к югу от города Ирбита, на левом берегу реки Мохнатки (левого притока реки Берёзовки, бассейн реки Кирги). В окрестностях деревни находится система прудов.

## История
12 ноября 1979 года Исполнительный комитет Свердловского областного Совета народных депутатов принял решение просить Президиум Верховного Совета РСФСР переименовать деревню. Указом Президиума Верховного Совета РСФСР от 08.07.1985 г. деревня Речкалова переименована в Малая Речкалова.

## Население
| 2002 | 2010 | 2021 |
| ---- | ---- | ---- |
| 106  | ↘80  | ↗84  |